# UU Волопаса
UU Волопаса (лат. UU Boötis) — одиночная переменная звезда в созвездии Волопаса на расстоянии приблизительно 9607 световых лет (около 2946 парсеков) от Солнца. Видимая звёздная величина звезды — от +12,81m до +11,5m.

## Характеристики
UU Волопаса — жёлто-белая пульсирующая переменная звезда типа RR Лиры (RRAB) спектрального класса F5, или kA9,5hF6. Масса — около 0,55 солнечной, радиус — около 6,14 солнечных, светимость — около 67,874 солнечных. Эффективная температура — около 6686 K.